# Peripheral Component Interconnect

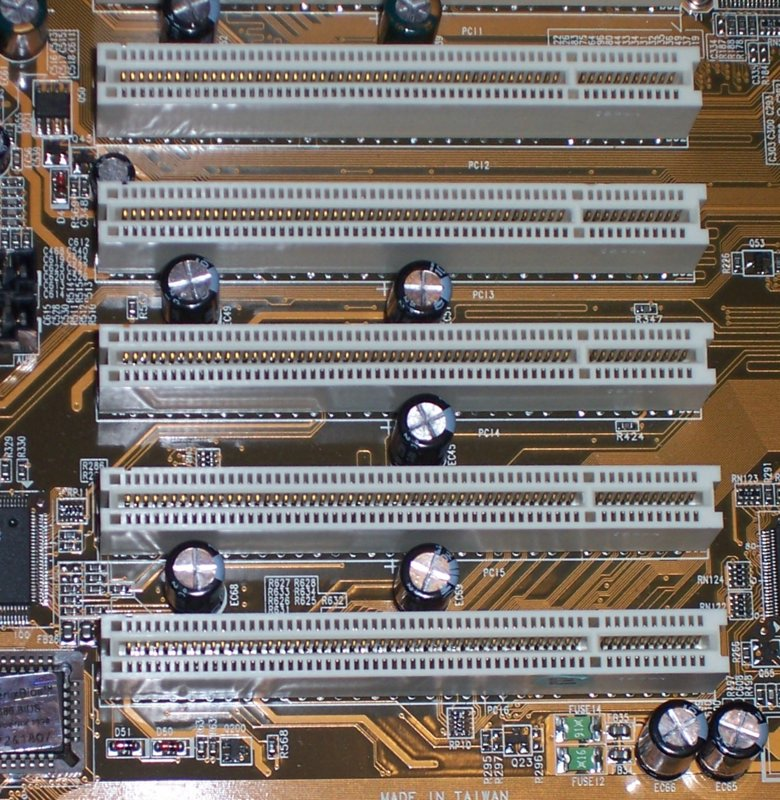
Fem stycken 32-bits 5 V PCI-portar på ett moderkort

Peripheral Component Interconnect (PCI) är en standard för instickskort, och från slutet av 1990-talet till omkring 2010 det vanligaste formatet för expansionsplatser i Macintosh- (PowerPC) och IBM-kompatibla (x86) datorer.
Standarden infördes hösten 1992 och var från början dedikerad till grafikkort eller andra mer krävande enheter.
Genom att sätta in instickskort i någon av PCI-portarna ges datorn helt nya funktioner såsom nätverkskort, ljudkort eller USB-kort.
Normalt är bussen 32 bitar bred men det finns även i 64 bitar breda varianter gjorda för servrar, kallad PCI-X. Från början användes 5 V spänning men i revision 2.2 av PCI-standarden bytte man till 3,3 V. Före PCI-bussen fanns ISA-bussen som är mer svårkonfigurerad, den stödjer en bussbredd på upp till 32-bitar (EISA). När grafikkorten började dra för mycket bandbredd utvecklades AGP-bussen som var helt dedikerad till grafikkort. PCI Express (PCIe) är en vidareutveckling av AGP-tekniken, men de är ej kompatibla med varandra.
De senaste PCI-bussarna kan överföra 32 bitar åt gången i 33 MHz vilket ger en maximal överföringshastighet på 133 MB/s.
64 bitars PCI-X är bakåtkompatibel med 32bitars PCI (i 3,3V utförande).
Under 2010-talet ersattes PCI-standarden etappvis av PCI Express i persondatorer.